# 웅진그룹
웅진그룹은 대한민국의 기업집단이다.
웅진씽크빅이 모태이며 웅진(웅진IT)을 지주회사로 하여 계열사를 지배하고 있다.
윤석금 회장이 설립한 웅진의 명칭은 충청남도 공주시의 옛날 이름이지만, 본사는 충청남도 공주시가 아닌 서울특별시 종로구에 있다.

## 연혁
- 1980년 3월 도서출판 헤임인터내셔널 설립(웅진씽크빅의 전신).
- 1983년 3월 헤임인터내셔널에서 웅진출판주식회사로 사명 변경
- 1985년 12월 서울 종로 2가 공평빌딩 2개 사업국 개설
- 1988년 코리아나 화장품 설립
- 1990년 1월 한성물산 설립(코웨이의 전신)
- 1991년 10월 ~ 12월 웅진여성 발간
- 1996년 1월 북센(출판) 설립
- 2000년 2월 웅진코웨이 태국 렌탈사업 진출
- 2000년 4월 웅진출판주식회사에서 주식회사 웅진닷컴으로 상호변경[1]
- 2003년 10월 웅진에스티(산업용 PDA제조,판매) 설립
- 2005년 4월 주식회사 웅진닷컴에서 주식회사 웅진씽크빅으로 상호변경[2]
- 2006년 11월 웅진에너지 설립
12월 웅진패스원(교육) 설립
- 2007년 5월 웅진닷컴이 웅진홀딩스와 웅진씽크빅으로 기업분할
8월 극동건설 인수
- 2008년 1월 웅진케미칼(현 도레이케미칼) 인수
- 2009년 2월 웅진홀딩스, 웅진해피올 흡수 합병
- 2012년 6월 극동건설, 웅진홀딩스 매각 신청
- 2012년 11월 웅진코웨이 매각 (코웨이(주)로 사명 변경)
- 2013년 2월 웅진홀딩스, 극동건설 회생계획 인가
- 2014년 3월 웅진케미칼 매각 (도레이케미칼로 사명 변경)
- 2015년 4월 웅진홀딩스에서 (주)웅진으로 사명 변경
- 2018년 10월 코웨이(주) 재인수
- 2019년 12월 코웨이(주) 재매각
- 2025년 6월 프리드라이프 인수

## 계열사
- 지주회사
  - (주)웅진 (웅진IT)
- 교육/출판
  - 스마트 씽크빅
  - 북센
  - (주)웅진북스
  - (주)웅진미래경영아카데미
- 건설, 레저
  - 렉스필드 컨트리클럽
  - 합덕산업단지개발(주)
  - 케이디경서개발(주)
  - (주)오션스위츠
  - (주)태성티앤알
  - (주)경서티앤알
  - 울산푸른꿈(주)
  - (주)웅진프리드라이프
- 금융
  - 웅진캐피탈
  - 웅진루카스투자자문(주)
  - 르네상스제일호사모투자전문회사
- 에너지
  - 웅진에너지

- 소재
- 기타
  - (주)경정
  - (주)웅진문화
  - 웅진비나코리아(주)
  - 웅진플레이도시

## 과거 계열사
- 도레이케미칼 - 구 웅진케미칼
- TAK정보시스템(주)
- 웅진식품
- 웅진에스티
- 웅진홈케어
- 서울상호저축은행 - 예주저축은행(현 OK저축은행)으로 계약 이전
- 웅진패스원 - KG옐로우캡에 매각, 현 KG패스원
- 웅진폴리실리콘
- 극동건설 - 웅진건설과 웅진세라믹을 흡수합병하였으나 현재는 웅진그룹에서 벗어남.
- 웅진 스타즈 (구 한빛 스타즈)
- (구) 웅진미디어 - 1993년 5월 부천에 CD공장 준공[3], 1993년 7월 소프트사업부(뒷날 유미디어사업부로 변경) 신설, 1995년 3월 영상가전사업부[4] 신설, 1995년 12월 구로동 수출2공단으로 CD공장 이전, 1996년 2월 구로 1공장 2공장 매입, 1996년 5월 전자교구 사업본부 신설, 1996년 9월 방문판매사업본부를 웅진시스템(구 웅진통신판매)에 이관, 1996년 10월 통신학습사업본부 신설, 1996년 12월 CD영업부와 사업부를 통폐합하여 음반유통사업본부 신설, 1997년 1월 해외영업본부- 영화사업본부[5] 신설, 1997년 4월 PC게임 사업 진출[6]. 2001년 7월 웅진코웨이개발에 흡수합병되어[7] 웅진코웨이개발 미디어사업부문이 됨.
- (신) 웅진미디어 - 2003년 5월 웅진코웨이개발에서 분리되어(구 웅진코웨이개발 미디어사업부문) 설립됐으나[8] 2006년 2월 청산되었는데 교육출판 및 음반사업을 영위함[9]
- 웅진시스템 - 구 웅진통신판매. 1996년 9월 (구) 웅진미디어의 방문판매사업본부를 이관받았으나 1998년 1월 방문판매사업본부를 웅진출판에 양도했으며 2000년 10월 웅진식품에 합병됨[10].
- 웅진코웨이 (현 코웨이)
- 웅진코웨이개발 - 구 한성물산. 당초 침구류 생산을 했지만[11] 1993년 5월 상호변경하는 과정에서 정수기 렌탈업체로 업종 변경. 2001년 7월 (구) 웅진미디어를 흡수합병시켜[12] 미디어사업부문으로 변경시켰지만 2003년 5월 (신) 웅진미디어로[13] 분사시켰고 2005년 5월 웅진코웨이에 흡수합병됐으며[14] (신) 웅진미디어는 2006년 2월 폐업.
- 플래티늄미디어 - 구 큐브라인. 2001년 6월 포노그래프 플래티늄엔터테인먼트를 통합시켜[15] 플래티늄엔터테인먼트로 합병법인 사명이 됨. 2002년 2월 상호변경했으며 2007년 10월 웅진홀딩스에[16] 흡수합병됨.